# أشوك سينغ
أشوك سينغ (1 مارس 1989 في الهند - ) هو لاعب كرة قدم هندي في مركز حراسة المرمى. لعب مع سبورتينغ غوا ونادي محمدان وRangdajied United FC ‏.

## وصلات خارجية
- أشوك سينغ على موقع قاعدة بيانات كرة القدم.إي يو (الإنجليزية)
- أشوك سينغ على موقع قاعدة بيانات كرة القدم.إي يو (الإنجليزية)
- أشوك سينغ على موقع Soccerway.com (الإنجليزية)